# Station Hov (Denemarken)
Station Hov (ook gespeld als station Hou) was een station in Hov in Denemarken. Het station was het eindpunt van de lijn Aarhus - Hov die in 1884 door de Hads-Ning Herreders Jernbane was aangelegd.
Het station werd op 19 juni 1884 geopend. Het stationsgebouw was ontworpen door Thomas Arboe. Het emplacement had een kleine draaischijf, een goederenloods en een locomotiefloods. Naast het laad- en losspoor stond een kleine hijskraan. Er liep een spoor richting de haven.
Op 21 mei 1977 werd de spoorlijn tussen Hov en Odder opgeheven. De laatste trein die 's avonds vanuit Hov vertrok, werd door honderden inwoners uitgeleide gedaan middels een fakkeloptocht.
Het stationsgebouw is bewaard gebleven. Op de plek van de spoorlijn is een weg aangelegd die Hov en Odder met elkaar verbindt.
0,0: Aarhus Hovedbanegård ·
Kongsvang ·
4,6: Viby J ·
5,6: Rosenhøj ·
6,5: Øllegårdsvej ·
7,1: Gunnar Clausensvej ·
8,0: Sletvej ·
9,1: Tranbjerg ·
9,5: Havebyen ·	
10,5: Gunnestrup · 
12,3: Mølleparken · 	
13,2: Mårslet ·
Vilhelmsborg ·
15,8: Beder ·
16,6: Egelund ·
18,1: Malling ·
18,7: Banevolden ·
22,2: Assedrup ·
25,1: Rude Havvej ·
25,7: Parkvej ·
26,5: Odder ·
29,5: Neder Randlev ·
30,8: Eriksminde ·
32,1: Boulstrup ·
33,6: Halling ·
35,3: Holsatia ·
36,9: Hov